# ゴールドアクター
ゴールドアクター（欧字名:Gold Actor、2011年5月18日 - ）は、日本の競走馬、種牡馬。
2015年の有馬記念（GI）優勝馬である。その他の勝ち鞍に、2015年のアルゼンチン共和国杯（GII）、2016年の日経賞（GII）、オールカマー（GII）。
馬名の意味は、冠名＋「男優」。父名より連想。

## 経歴

### 生い立ち
本馬の母ヘイロンシンは、同馬の母ハッピーヒエンの産駒で障害馬を作ろうという思惑により、北勝ファームの隣にある協和牧場でキョウワアリシバを種付けされて誕生。現役時代は生産者の思惑通りに障害レースで2勝を挙げ、重賞競走にも出走した。現役引退後は初年度の2007年にムーンバラッド産駒の牝馬を出産したが、体内部に特徴があったヘイロンシンは受胎に苦しみ、初仔を産んだこの年から2年連続でニューイングランドが種付けされたものの不受胎に終わり、2010年に2番仔となるソングオブウインド産駒の牡馬を出産。この年の種付けにはスタミナが武器の母に長距離実績のある種牡馬をという思わくにより、この年種牡馬デビューしたスクリーンヒーローが種付けされて受胎した。
2011年5月18日、居城要が代表を務める北海道新冠郡新冠町の北勝ファームで生まれる。北勝ファーム場長の田谷利夫によると、生まれた本馬は「スクリーンヒーローとヘイロンシンを配合して、こんな馬が生まれたらいいな、と思った通りの当歳」だったといい、「5月の遅生まれでしたが大きさも他馬に引けを取らず、何よりフワッと柔らかい筋肉に包まれていて、これはちょっとモノが違うなと感じたんですよ」と振り返り、当時から期待の1頭だったことを明かしている。

### 2歳（2013年）
11月24日、蛯名正義鞍上で東京2000mの新馬戦(4R)でデビューして7着。12月21日中山の同距離で争われた未勝利戦(3R)は石橋脩鞍上も後方からの競馬となり4着に終わる。

### 3歳（2014年）
3歳初戦は中山2200mの未勝利戦(1月12日6R)で鞍上は同じく石橋。1ハロン延長したこのレースは前走より前目の4コーナー4番手でのレースとなり初勝利を挙げた。次走に2月10日に東京2400mで行われた3歳500万のゆりかもめ賞(10R)では18kgの馬体減となり人気も14番人気に落としたがラングレーの2着に好走。中山2200mで争われた4月5日の山吹賞(9R)でも2着。5月3日の東京2400mで争われたダービートライアル・青葉賞(11R, GII)では7番人気4着。2ヶ月間のインターバルに入り、以後は菊花賞を除き古馬と戦うこととなる。
8月2日札幌8Rとして行われた2600mの500万条件では「1-2-1-1」と前目に付ける競馬で単勝1.7倍の1番人気に応え3馬身半の快勝。このときから吉田隼人鞍上となる。続く同コースの1000万でも2番手からの競馬で単勝1.8倍の1番人気に応え1 1⁄4馬身差をつけて連勝。10月26日に京都競馬場芝3000mで行われた菊花賞では7番人気となるが、勝利を挙げたトーホウジャッカルが3分1秒のコースレコードを飾る中、同馬から4馬身差の3着(タイム3分01秒7)と好走。このレース後、9ヶ月の休養に入った。

### 4歳（2015年）
この年は7月4日函館12Rの洞爺湖特別(芝2000m、古馬1000万)から始動。降級初戦を単勝1.9倍の1番人気で2馬身差の勝利で飾る。3ヶ月後の10月12日東京10Rのオクトーバーステークス(芝2400m、古馬1600万)でも単勝2.0倍の1番人気に推され、道中3番手から上り最速の33秒4で2着に1 3⁄4馬身差をつけ連勝。オープン昇格後いきなり重賞のアルゼンチン共和国杯(11月8日東京11R、芝2500m、GII)に挑戦。ハンデキャップ競走で斤量56kgを背負うこととなったが、単勝2.1倍の1番人気に支持され、ゴール直前に前を行く4番人気のメイショウカドマツを捕えて重賞初制覇を飾った。また、父スクリーンヒーローも2008年に同レースを制しており、史上初の父子制覇となった。
年内最終戦として有馬記念（12月27日中山10R、芝2500m）に出走。ゴールドシップの引退レースで、宝塚記念や天皇賞・秋を制したラブリーデイ、当年の菊花賞馬キタサンブラックや同3着馬リアファルらが人気を背負う中、ゴールドアクターは単勝17.0倍の8番人気に甘んじた。キタサンブラックが逃げるスローペースの展開(前半1100m68秒9)で、2週目2コーナー→3コーナーでゴールドシップが最後方から4番手まで進出する展開だったが、4コーナーでゴールドシップとほぼ同じ位置にいたゴールドアクターは前を行くキタサンブラック（3着）とマリアライト（4着）を捕えGI初勝利をこの有馬記念で飾った。一方のラブリーデイとゴールドシップは其々5,8着に敗退。この結果、関東馬は2007年マツリダゴッホ以来8年ぶりの制覇となり、鞍上の吉田隼人もGI初制覇となった。

### 5歳（2016年）
GI馬としての初戦に選ばれたのが3月26日の日経賞。9頭立ての大外発走、前走の2着馬サウンズオブアースの56キロより2キロ重い58キロの斤量もありサウンズオブアースの2番人気での出走となったが、好スタートからハナを奪い道中は2番手につけ、直線入り口でスローで逃げるディサイファを捕らえると、間から抜けたサウンズオブアースとの叩き合いになり、最後は力でねじ伏せる強い競馬で初戦を勝利で飾る。
次走の天皇賞（春）では連勝の勢いから1番人気に支持されるも、レース前に入れ込んでしまう。その影響もあってか、枠なりのいい競馬はするもののいつものような折り合いをつけることができずに道中レースが進んでしまう。4コーナーを過ぎてからはいい手応えで上がって来て2番手にまで上がるも、今度は長丁場が響いたのか直線で失速し、勝ったキタサンブラックから0.8秒も離された12着に終わり、連勝は5で止まった。奇しくもこのレースは、2006年にディープインパクトが勝ってから1番人気の馬は勝てておらず、ゴールドアクターもこの悪い流れの方に乗っていった結果となってしまった。なお、その翌年にキタサンブラックが1番人気での勝利を飾り、ジンクスは11年で破られた。
6月に当馬の馬主であった居城要の逝去により、馬主が息子である居城寿与に移っている。
秋はオールカマーから始動。中団追走から直線で脚を伸ばして先頭に立つと最後はサトノノブレスにクビ差をつけ快勝した。続くジャパンカップは4着に終わる。連覇がかかった有馬記念は好位追走から直線で一旦は先頭に並びかけるもサトノダイヤモンド、キタサンブラックの後塵を拝し3着となる。

### 6歳（2017年）
前年の有馬記念3着以来となる始動戦の日経賞、続く天皇賞（春）ともに凡走し迎えた宝塚記念では5番人気まで評価を下げたが、断然人気のキタサンブラックが伸びあぐねる中、内からしぶとく脚を伸ばし、勝ったサトノクラウンの2着と健闘しグランプリホースの存在感を示した。このあと、秋の大舞台に向けて調整が進められていたが、体調が整わず、休養に入る。

### 7歳（2018年）
アメリカジョッキークラブカップで復帰、武豊とコンビを組むも最下位の11着。吉田隼人とのコンビに戻った大阪杯でも16着、オールカマーは11着と精彩を欠いた。そして10月10日付けで競走馬登録を抹消した。引退後は優駿スタリオンステーションで種牡馬入りする。

## 競走成績
以下の内容は、JBISサーチおよびnetkeiba.comに基づく。
| 競走日     | 競馬場 | 競走名        | 格       | 距離（馬場）  | 頭 数 | 枠 番 | 馬 番 | オッズ （人気） | 着順 | タイム （上り3F） | 着差 | 騎手      | 斤量 [kg] | 1着馬（2着馬）         | 馬体重 [kg] |
| ---------- | ------ | ------------- | -------- | ------------- | ----- | ----- | ----- | --------------- | ---- | ----------------- | ---- | --------- | --------- | ---------------------- | ----------- |
| 2013.11.24 | 東京   | 2歳新馬       |          | 芝2000m（良） | 16    | 5     | 10    | 060.1（11人）   | 07着 | R2:04.8（34.2）   | -0.6 | 0蛯名正義 | 55        | クワトロガッツ         | 488         |
| 0000.12.21 | 中山   | 2歳未勝利     |          | 芝2000m（稍） | 18    | 1     | 2     | 012.90（6人）   | 04着 | R2:04.7（35.9）   | -0.3 | 0石橋脩   | 55        | ショウナンラグーン     | 484         |
| 2014.01.12 | 中山   | 3歳未勝利     |          | 芝2200m（良） | 16    | 6     | 12    | 008.60（3人）   | 01着 | R2:15.8（35.8）   | -0.1 | 0石橋脩   | 56        | （バンズーム）         | 480         |
| 0000.02.10 | 東京   | ゆりかもめ賞  | 500万下  | 芝2400m（稍） | 16    | 5     | 9     | 044.8（14人）   | 02着 | R2:30.6（34.1）   | -0.2 | 0石橋脩   | 56        | ラングレー             | 462         |
| 0000.04.05 | 中山   | 山吹賞        | 500万下  | 芝2200m（稍） | 16    | 8     | 15    | 005.20（3人）   | 02着 | R2:15.7（34.9）   | -0.0 | 0石橋脩   | 56        | トーセンマタコイヤ     | 468         |
| 0000.05.03 | 東京   | 青葉賞        | GII      | 芝2400m（良） | 18    | 5     | 10    | 022.50（7人）   | 04着 | R2:26.6（34.4）   | -0.1 | 0石橋脩   | 56        | ショウナンラグーン     | 474         |
| 0000.08.02 | 札幌   | 3歳上500万下  |          | 芝2600m（良） | 10    | 5     | 5     | 001.70（1人）   | 01着 | R2:42.5（35.4）   | -0.6 | 0吉田隼人 | 54        | （ゴッドフロアー）     | 480         |
| 0000.08.23 | 札幌   | 支笏湖特別    | 1000万下 | 芝2600m（良） | 14    | 5     | 7     | 001.80（1人）   | 01着 | R2:44.2（34.8）   | -0.2 | 0吉田隼人 | 54        | （テイエムダイパワー） | 478         |
| 0000.10.26 | 京都   | 菊花賞        | GI       | 芝3000m（良） | 18    | 5     | 10    | 019.60（7人）   | 03着 | R3:01.7（35.0）   | -0.7 | 0吉田隼人 | 57        | トーホウジャッカル     | 476         |
| 2015.07.04 | 函館   | 洞爺湖特別    | 1000万下 | 芝2000m（良） | 13    | 5     | 7     | 001.90（1人）   | 01着 | R2:02.0（35.1）   | -0.3 | 0吉田隼人 | 57        | （ヤマニンアルゴシー） | 486         |
| 0000.10.12 | 東京   | オクトーバーS | 1600万下 | 芝2400m（良） | 12    | 3     | 3     | 002.00（1人）   | 01着 | R2:25.8（33.4）   | -0.3 | 0吉田隼人 | 57.5      | （サムソンズプライド） | 488         |
| 0000.11.08 | 東京   | AR共和国杯    | GII      | 芝2500m（重） | 18    | 7     | 15    | 002.10（1人）   | 01着 | R2:34.0（34.1）   | -0.0 | 0吉田隼人 | 56        | （メイショウカドマツ） | 490         |
| 0000.12.27 | 中山   | 有馬記念      | GI       | 芝2500m（良） | 16    | 4     | 7     | 017.00（8人）   | 01着 | R2:33.0（34.8）   | -0.0 | 0吉田隼人 | 57        | （サウンズオブアース） | 494         |
| 2016.03.26 | 中山   | 日経賞        | GII      | 芝2500m（良） | 9     | 8     | 9     | 003.30（2人）   | 01着 | R2:36.8（33.8）   | -0.1 | 0吉田隼人 | 58        | （サウンズオブアース） | 494         |
| 0000.05.01 | 京都   | 0天皇賞（春） | GI       | 芝3200m（良） | 18    | 8     | 17    | 003.80（1人）   | 12着 | R3:16.1（35.6）   | -0.8 | 0吉田隼人 | 58        | キタサンブラック       | 490         |
| 0000.09.25 | 中山   | オールカマー  | GII      | 芝2200m（良） | 12    | 5     | 6     | 002.00（1人）   | 01着 | R2:11.9（34.4）   | -0.0 | 0吉田隼人 | 58        | （サトノノブレス）     | 496         |
| 0000.11.27 | 東京   | ジャパンC     | GI       | 芝2400m（良） | 17    | 2     | 3     | 004.50（3人）   | 04着 | R2:26.4（35.1）   | -0.6 | 0吉田隼人 | 58        | キタサンブラック       | 504         |
| 0000.12.25 | 中山   | 有馬記念      | GI       | 芝2500m（良） | 16    | 1     | 2     | 007.90（3人）   | 03着 | R2:32.7（35.7）   | -0.1 | 0吉田隼人 | 57        | サトノダイヤモンド     | 498         |
| 2017.03.25 | 中山   | 日経賞        | GII      | 芝2500m（良） | 16    | 6     | 12    | 001.70（1人）   | 05着 | R2:33.2（36.2）   | -0.4 | 0吉田隼人 | 56        | シャケトラ             | 498         |
| 0000.04.30 | 京都   | 0天皇賞（春） | GI       | 芝3200m（良） | 17    | 6     | 12    | 020.70（5人）   | 07着 | R3:13.6（35.5）   | -1.1 | 0横山典弘 | 58        | キタサンブラック       | 494         |
| 0000.06.25 | 阪神   | 宝塚記念      | GI       | 芝2200m（稍） | 11    | 2     | 2     | 012.70（5人）   | 02着 | R2:11.5（35.4）   | -0.1 | 0横山典弘 | 58        | サトノクラウン         | 488         |
| 2018.01.21 | 中山   | AJCC          | GII      | 芝2200m（良） | 11    | 5     | 5     | 004.30（3人）   | 11着 | R2:16.0（36.9）   | -2.7 | 0武豊     | 57        | ダンビュライト         | 490         |
| 0000.04.01 | 阪神   | 大阪杯        | GI       | 芝2000m（良） | 16    | 4     | 7     | 080.6（12人）   | 16着 | R2:01.9（37.2）   | -3.7 | 0吉田隼人 | 57        | スワーヴリチャード     | 472         |
| 0000.09.23 | 中山   | オールカマー  | GII      | 芝2200m（良） | 12    | 6     | 8     | 018.10（6人）   | 11着 | R2:13.3（36.8）   | -2.1 | 0吉田隼人 | 57        | レイデオロ             | 488         |

## 血統表
| ゴールドアクターの血統          | ゴールドアクターの血統                            | ゴールドアクターの血統                            | （血統表の出典）                                  | （血統表の出典）  |
| 父系                            | ロベルト系                                        | ロベルト系                                        | ロベルト系                                        | [ § 2 ]           |
| 父 スクリーンヒーロー 2004 栗毛 | 父の父*グラスワンダー 1995 栗毛                   | Silver Hawk                                       | Roberto                                           | Roberto           |
| 父 スクリーンヒーロー 2004 栗毛 | 父の父*グラスワンダー 1995 栗毛                   | Silver Hawk                                       | Gris Vitesse                                      |                   |
| 父 スクリーンヒーロー 2004 栗毛 | 父の父*グラスワンダー 1995 栗毛                   | Ameriflora                                        | Danzig                                            | Danzig            |
| 父 スクリーンヒーロー 2004 栗毛 | 父の父*グラスワンダー 1995 栗毛                   | Ameriflora                                        | Graceful Touch                                    |                   |
| 父 スクリーンヒーロー 2004 栗毛 | 父の母ランニングヒロイン 1993 鹿毛                | *サンデーサイレンス                               | Halo                                              | Halo              |
| 父 スクリーンヒーロー 2004 栗毛 | 父の母ランニングヒロイン 1993 鹿毛                | *サンデーサイレンス                               | Wishing Well                                      |                   |
| 父 スクリーンヒーロー 2004 栗毛 | 父の母ランニングヒロイン 1993 鹿毛                | ダイナアクトレス                                  | *ノーザンテースト                                 | *ノーザンテースト |
| 父 スクリーンヒーロー 2004 栗毛 | 父の母ランニングヒロイン 1993 鹿毛                | ダイナアクトレス                                  | モデルスポート                                    |                   |
| 母 ヘイロンシン 1999 黒鹿毛     | 母の父キョウワアリシバ 1990 鹿毛                  | Alysheba                                          | Alydar                                            | Alydar            |
| 母 ヘイロンシン 1999 黒鹿毛     | 母の父キョウワアリシバ 1990 鹿毛                  | Alysheba                                          | Bel Sheba                                         |                   |
| 母 ヘイロンシン 1999 黒鹿毛     | 母の父キョウワアリシバ 1990 鹿毛                  | Sulemeif                                          | Northern Dancer                                   | Northern Dancer   |
| 母 ヘイロンシン 1999 黒鹿毛     | 母の父キョウワアリシバ 1990 鹿毛                  | Sulemeif                                          | Barely Even                                       |                   |
| 母 ヘイロンシン 1999 黒鹿毛     | 母の母ハッピーヒエン 1987 栗毛                    | マナード                                          | Captain's Gig                                     | Captain's Gig     |
| 母 ヘイロンシン 1999 黒鹿毛     | 母の母ハッピーヒエン 1987 栗毛                    | マナード                                          | Slipstream                                        |                   |
| 母 ヘイロンシン 1999 黒鹿毛     | 母の母ハッピーヒエン 1987 栗毛                    | ブゼンフブキ                                      | セダン                                            | セダン            |
| 母 ヘイロンシン 1999 黒鹿毛     | 母の母ハッピーヒエン 1987 栗毛                    | ブゼンフブキ                                      | トサクイン                                        |                   |
| 母系(F-No.)                     | ミアンダー(GB)系(FN:1-p)                          | ミアンダー(GB)系(FN:1-p)                          | ミアンダー(GB)系(FN:1-p)                          | [ § 3 ]           |
| 5代内の近親交配                 | Northern Dancer 5×5×4、Hail to Reason 5×5（父内） | Northern Dancer 5×5×4、Hail to Reason 5×5（父内） | Northern Dancer 5×5×4、Hail to Reason 5×5（父内） | [ § 4 ]           |
| 出典                            | 1. 2. 3. 4.                                       | 1. 2. 3. 4.                                       | 1. 2. 3. 4.                                       | 1. 2. 3. 4.       |